# Preußisches Institut für Archivwissenschaft
Das Preußische Institut für Archivwissenschaft und geschichtswissenschaftliche Fortbildung (IfA) war eine staatliche Ausbildungsstätte für wissenschaftliche Archivare im Deutschen Reich.

## Geschichte
Das IfA wurde am 30. September 1930 gegründet und hatte seinen Sitz in Berlin-Dahlem am Preußischen Geheimen Staatsarchiv. Es diente der Ausbildung von wissenschaftlichen Archivaren und unterstand dem preußischen Ministerpräsidenten sowie dem preußischen Minister für Wissenschaft, Kunst und Volksbildung. Leiter des IfA waren von 1930 bis 1936 Albert Brackmann sowie von 1936 bis 1945 Ernst Zipfel.
Die Leitung des IfA lag beim Generaldirektor der preußischen Staatsarchive, der die Dozenten aus dem Kreis der wissenschaftlichen Archivare des Preußischen Geheimen Staatsarchivs und aus der Professorenschaft der Universität Berlin berief. Er war für die Erstellung des Lehrplanes verantwortlich und entschied über die Auswahl der Bewerber, die auf 20 Personen pro Semester beschränkt war. Neben den fachlichen Voraussetzungen (Staatsexamen für das höhere Lehramt und Promotion) waren auch Kenntnisse in Latein und modernen Fremdsprachen Bedingung für die Aufnahme.
1936 wurde zusätzlich ein dreijähriger, unvergüteter Lehrgang für den gehobenen Archivdienst eingerichtet. Voraussetzung zur Aufnahme war ein neunjähriger Schulbesuch bis zur Unterprima sowie Kenntnisse in Latein und einer modernen Fremdsprache. Vor dem Ausbildungsbeginn musste der Anwärter zwei Jahre in einer Behörde oder einem Archiv tätig gewesen sein.
Ab 1943 wurde für Kriegsteilnehmer eine theoretische Ausbildung von einem halben Jahr Dauer eingerichtet, die sich auf Geschichte, Archivwissenschaft und nationalsozialistische Weltanschauung beschränkte. Mit dem Abbruch des neunten wissenschaftlichen Lehrganges kurz vor Kriegsende endete 1945 die Tätigkeit des Instituts für Archivwissenschaft und geschichtswissenschaftliche Fortbildung. In personeller Hinsicht kann die Archivschule Marburg als Nachfolgeeinrichtung angesehen werden.
In der DDR gab es ab 1950 ein Institut für Archivwissenschaft und etwa ab 1953 eine Fachschulausbildung für Archivare des gehobenen Dienstes in Potsdam. Eine Ausbildung für wissenschaftliche Archivare des höheren Dienstes folgte später an der Humboldt-Universität in Berlin am dortigen Institut für Archivwissenschaft der Sektion Geschichte. Beide Ausbildungswege für den gehobenen Archivdienst und zum wissenschaftlichen Archivar wurden im Direkt- und im Fernstudium angeboten und waren durchlässig.

## Absolventen (Auswahl)
- Johannes Papritz
- Abschlussjahrgang 1932: Emil Schieche
- Abschlussjahrgang 1934: Kurt Dülfer
- Abschlussjahrgang 1935: Karl Ernst Demandt
- Abschlussjahrgang 1938: Joseph Prinz
- Abschlussjahrgang 1939: Wolfgang Leesch
- Abschlussjahrgang 1940: Olof Ahlers